# Список кардиналов, возведённых папой римским Пием II
Кардиналы, возведённые Папой римским Пием II — 13 прелатов и клириков были возведены в сан кардинала на трёх Консисториях за шестилетний понтификат Пия II.
Самыми крупными консисториями были Консистории от 5 марта 1460 года и от 18 декабря 1461 года, на которых было возведено по шесть кардиналов.

## Консистория от 5 марта 1460 года
- Анджело Капраника, брат кардинала Доменико Капраника, епископ Рьети (Папская область);
- Берардо Эроли, епископ Сполето (Папская область);
- Никколо Фортигуэрра, епископ Теано (Неаполитанское королевство);
- Алессандро Олива, O.E.S.A., генеральный приор своего ордена (Сиенская республика);
- Франческо Тодескини-Пикколомини, племянник Его Святейшества, апостольский протонотарий (Папская область);
- Буркхард Вайсбриах, архиепископ Зальцбурга (Зальцбургское архиепископство)[1].

## Консистория от 18 декабря 1461 года
- Бартоломео Роверелла, архиепископ Равенны (Папская область);
- Жан Жюффруа, O.S.B.Clun., епископ Арраса (Франция);
- Хайме де Кардона и де Арагон, епископ Уржеля (королевство Арагон);
- Луи д’Альбре, епископ Каора (Франция);
- Якопо Пикколомини-Амманнати, епископ Павии (Миланское герцогство);
- Франческо Гонзага, апостольский протонотарий (Неаполитанское королевство).

## Консистория от 31 мая 1462 года
- Иоганн фон Эйх, епископ Айхштета (Айхштетское княжество-епископство).